# Four Corners (Montana)
Four Corners è un census-designated place degli Stati Uniti d'America, nello stato del Montana, nella Contea di Gallatin. Nel 2010 contava 3.146 abitanti.